# Rameumptom

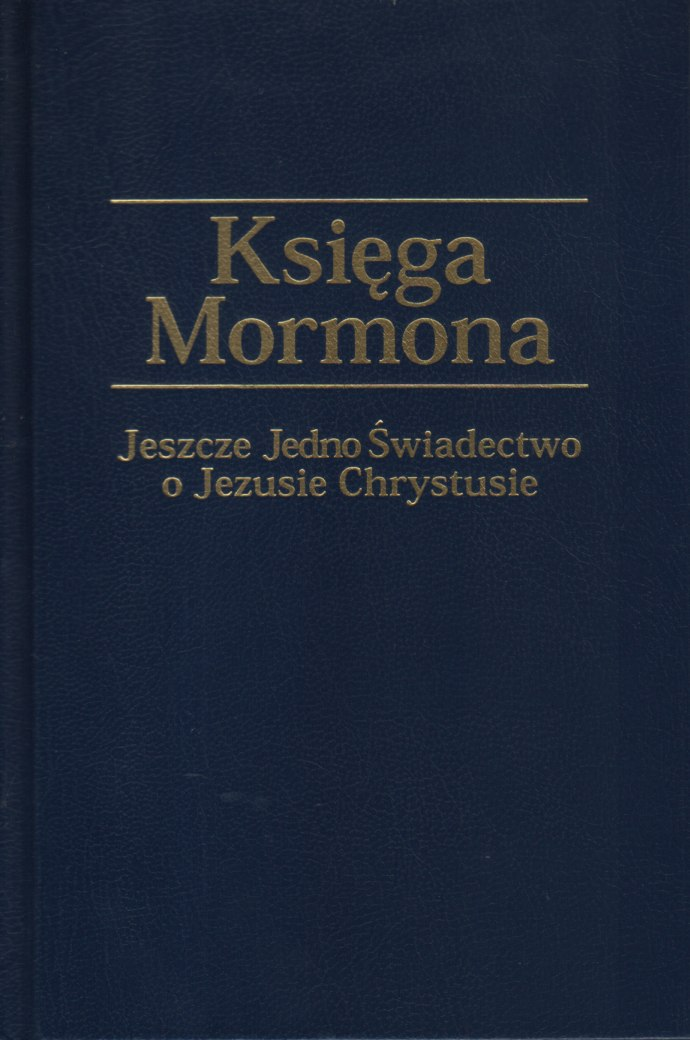
Księga Mormona, jedno z mormońskich pism świętych i jednocześnie źródło relacji o Rameumptomie

Rameumptom (deseret 𐐡𐐈𐐣𐐀𐐊𐐣𐐑𐐓𐐊𐐣) – w wierzeniach ruchu świętych w dniach ostatnich (mormonów) podwyższenie, na którym modlili się Zoramici. Źródłem relacji o Rameumptomie jest wchodząca w skład Księgi Mormona Księga Almy. Nierozerwanie związany z antynefickimi uczuciami Zoramitów, zajmował centralne miejsce w zoramickiej synagodze. Stanowił podstawę oligarchicznej struktury społecznej, służył do odmawiania modlitwy odrzucającej wiarę w Jezusa Chrystusa. Zajmuje poczesne miejsce w mormońskiej kulturze, w której łączony jest z dumą oraz podziałami wśród wiernych. Analizowany przez mormońskich teologów przy rozpatrywaniu wewnętrznej złożoności Księgi Mormona, znalazł również miejsce w mormońskiej sztuce.

## Na kartach Księgi Mormona
Informacje na ten temat zawiera 31. rozdział Księgi Almy, wchodzącej w skład Księgi Mormona. Zarówno samo istnienie, jak i opisywana funkcja podwyższenia są nierozerwalnie związane z odstępstwem Zoramitów i ich odłączeniem się od Nefitów. Z kart mormońskiej świętej księgi można również wywnioskować geograficzny kontekst, w którym wnoszono owo podwyższenie, zasadniczo w ziemi Antionum, graniczącej od wschodu z ziemią zarahemlską, nieopodal wybrzeża. Opis tego elementu architektonicznego zawarty jest natomiast w relacji z misji Almy do Zoramitów z około 74 p.n.e.
Rameumptom zajmował centralne miejsce w synagodze. Wykorzystywany był podczas cotygodniowej modlitwy – jedynego sformalizowanego przejawu zoramickiej religijności. Modlitwa ta, odmawiana na stojąco, na głos oraz indywidualnie miała ustaloną z góry, jednakową formę. Nie jest natomiast wiadome, czy tak zorganizowane nabożeństwo miało jakieś reguły co do kolejności, w której jego uczestnicy mieli odmawiać modlitwę. Jednocześnie da się zauważyć daleko posunięte u Zoramitów rozwarstwienie społeczne, z najbiedniejszymi warstwami społeczeństwa wypędzanymi z synagog i odcinanymi w ten sposób od jedynej akceptowanej formy kultu. Oddawanie czci na rameumptomie było jednocześnie uznane za jedyny sposób na poprawę sytuacji materialnej wiernego. Jak zaważają komentatorzy, omawiane podwyższenie znajdowało się w ten sposób nie tylko w centrum zoramickich synagog, ale również stanowiło centralne ogniwo mechanizmów kontroli społecznej wykorzystywanych przez zoramickie elity.
Modlitwa wykorzystywana podczas obrzędu na rameumptomie odzwierciedlała pychę, zepsucie, cynizm i elitystyczną naturę zoramickiego społeczeństwa. Wyrażała jego zbiorowe przekonanie o byciu świętym i wybranym ludem. Odrzucała jednocześnie wiarę w Jezusa Chrystusa, nazywając ją niedorzeczną. Zaprzeczała także nadchodzącemu przyjściu Chrystusa. Możliwe jednocześnie, iż pomimo w zamierzeniu wspólnotowego charakteru zoramickiego nabożeństwa, najbogatsi i cieszący się największym prestiżem Zoramici opuszczali je po odmówieniu przez siebie modlitwy. W tym sensie nużąca praktyka religijna byłaby czynnikiem wzmagającym dodatkowo pogoń za bogactwem i wpływami. Modlitwa ta bywa opisywana jako raczej przejaw antynefickich odczuć tej grupy niźli zwyczajna modlitwa.

## W mormońskiej teologii oraz w badaniach nad Księgą Mormona
Nazwa „rameumptom” oznaczać miała święte podwyższenie. Przez badaczy związanych z Kościołem Jezusa Chrystusa Świętych w Dniach Ostatnich wywodzona jest etymologicznie z języka hebrajskiego. W ściśle teologicznym sensie można z kolei zauważyć, że termin ten został zapisany na płytach przez posługujących się reformowanym egipskim Nefitów. Mógł więc łączyć w sobie element hebrajski z tym pochodzącym z reformowanego egipskiego. Wskazuje się, że mogła być wyrazem zoramickiego dążenia do zredefiniowania pojęć pierwotnie przynależących do nefickiego kręgu kulturowego. Hugh Nibley, przyglądając się nazwie tego artefaktu, uznał, że sygnalizuje ona początki rozwoju osobnego, zoramickiego dialektu.
Przyglądano się też przekazowi o rameumptomie w kontekście analizy praktyk redakcyjnych Mormona, w mormońskiej teologii głównego kompilatora tekstu znanego obecnie jako Księga Mormona. Wskazywano, iż poświęcił on opisowi rameumptomu wiele miejsca, używając go jako jednego z narzędzi retorycznych w swoich przestrogach przed zgubnymi skutkami dumy. Opis pokornej modlitwy Almy umieścił zgodnie z tym wzorcem bezpośrednio po opisie wspomnianej wyżej zoramickiej modlitwy na rameumptomie. Sugerował też bezpośredni związek między pełną przepychu odzieżą zamożnych Zoramitów a ich skoncentrowanym wokół rameumptomu kultem. W wyrafinowanych praktykach piśmienniczych Mormona użytych przy opisie rameumptomu mormońscy teolodzy widzą przykład wewnętrznej złożoności Księgi Mormona.
Nazwa tego obiektu przewija się też na marginesie badań nad wymową nazw własnych występujących w Księdze Mormona. W przeciwieństwie jednak do wielu innych terminów tego typu (w tym deseret) nie wykazuje on zmian w preferowanej wymowie między dziewiętnastowiecznymi edycjami Księgi Mormona a przyjętym w 1981 standardem.
Na strukturę oraz rolę rameumptomu zwrócono także uwagę w analizie roli dźwięku na kartach Księgi Mormona.

## W mormońskiej kulturze
Niezależnie od spekulacji etymologicznych i teologicznych rameumptom znalazło miejsce w mormońskiej kulturze. Wiązane jest w niej z dumą. W przemówieniu z 1991 Elaine L. Jack, ówczesna prezydent Stowarzyszenia Pomocy, wspomniała o rameumptomie, przestrzegając współwyznawców przed podziałami w mormońskich okręgach. Niekiedy mówi się o tym obiekcie, omawiając negatywne aspekty typowej dla świętych w dniach ostatnich mentalności.
Utrwalone zostało w sztuce związanej z tą tradycją religijną. Obraz Zoramites and the Rameumptom pędzla Jerry'ego Thompsona doczekał się reprodukcji w podręczniku przeznaczonym dla kościelnej organizacji podstawowej. Motyw rameumptomu wykorzystała też Annie Henrie na obrazie Set upon Gold z 2013 oraz Sherman R. Shook na obrazie The Rameumptom z 2005. Rameumptom przewija się też w mormońskiej satyrze. Wraz z historią Zoramitów uwieczniony został w wyprodukowanym przez Kościół dwuczęściowym wideo Book of Mormon Stories z 1999.